# Mohamed Abdelouahab Rafiqui
 (novembre 2023).
La mise en forme du texte ne suit pas les recommandations de Wikipédia : il faut le « wikifier ».
Les points d'amélioration suivants sont les cas les plus fréquents. Le détail des points à revoir est peut-être précisé sur la page de discussion.
- Les titres sont pré-formatés par le logiciel. Ils ne sont ni en capitales, ni en gras.
- Le texte ne doit pas être écrit en capitales (les noms de famille non plus), ni en gras, ni en italique, ni en « petit »…
- Le gras n'est utilisé que pour surligner le titre de l'article dans l'introduction, une seule fois.
- L'italique est rarement utilisé : mots en langue étrangère, titres d'œuvres, noms de bateaux, etc.
- Les citations ne sont pas en italique mais en corps de texte normal. Elles sont entourées par des guillemets français : « et ».
- Les listes à puces sont à éviter, des paragraphes rédigés étant largement préférés. Les tableaux sont à réserver à la présentation de données structurées (résultats, etc.).
- Les appels de note de bas de page (petits chiffres en exposant, introduits par l'outil «  Source ») sont à placer entre la fin de phrase et le point final[comme ça].
- Les liens internes (vers d'autres articles de Wikipédia) sont à choisir avec parcimonie. Créez des liens vers des articles approfondissant le sujet. Les termes génériques sans rapport avec le sujet sont à éviter, ainsi que les répétitions de liens vers un même terme.
- Les liens externes sont à placer uniquement dans une section « Liens externes », à la fin de l'article. Ces liens sont à choisir avec parcimonie suivant les règles définies. Si un lien sert de source à l'article, son insertion dans le texte est à faire par les notes de bas de page.
- La présentation des références doit suivre les conventions bibliographiques. Il est recommandé d'utiliser les modèles {{Ouvrage}}, {{Chapitre}}, {{Article}}, {{Lien web}} et/ou {{Bibliographie}}. Le mode d'édition visuel peut mettre en forme automatiquement les références.
- Insérer une infobox (cadre d'informations à droite) n'est pas obligatoire pour parachever la mise en page.

Pour une aide détaillée, merci de consulter Aide:Wikification.
Si vous pensez que ces points ont été résolus, vous pouvez retirer ce bandeau et améliorer la mise en forme d'un autre article.
 (novembre 2023).
Muhammad Abdelouahab Rafiqui, surnommé « Abou Hafs », est un penseur et chercheur en études islamiques marocain spécialisé dans les sujets d'extrémisme, de terrorisme et de réforme religieuse. Il est militant des droits de l'homme, militant associatif, écrivain et présentateur de télévision. et des émissions de radio.
Muhammad Abdelouahab Rafiqui occupe un rôle clé en tant que conseiller au Cabinet du ministre de la Justice (géré par Abdellatif Ouahbi ) au Maroc

## Son éducation
Il est né le 25 mai 1974 à Casablanca, au Maroc. Très jeune, il s'est déplacé entre de nombreuses villes du Royaume du Maroc pour mémoriser le Coran et étudier ses enseignements. Quand il était jeune, il a assisté aux conseils de certains des savants et prédicateurs les plus éminents, tels que le Dr Taqi al-Din al-Hilali et Cheikh Abdul Hamid Kishk. Il a reçu les premiers principes de la science des mains des cheikhs bien connus de Casablanca, tels que Muhammad Zuhal, Al-Qadi Barhoun, Idris Al-Jay, Omar Mohsen, Abdel Bari Al-Zamzami et d'autres. Il s'installe à Fès, où il réapprend par cœur le Saint Coran et le termine à l'âge de dix ans. Il étudie la science du Tajweed auprès de quelques récitants célèbres, tels que Cheikh Mekki Benkirane, le récitateur bien connu. À la mosquée Al-Qarawiyyin, il a assisté aux rassemblements de plusieurs de ses cheikhs bien connus, tels qu'Abdul Karim Al-Daoudi, Al-Azraq et d'autres.

## Ses études universitaires et ses certificats
Il a obtenu son baccalauréat à Casablanca, Spécialité Sciences Expérimentales. Il a étudié un an à la Faculté des Sciences de Casablanca, Division Physique et Chimie. Il a rejoint l'Université islamique de Médine, où il a obtenu un diplôme en charia. Il a étudié auprès de nombreux cheikhs du Royaume d'Arabie Saoudite, notamment Ibn Baz , Ibn Uthaymeen, Ibn Jibreen, Al-Ghunaiman, Al-Abad, Al-Shanqeeti et d'autres. Il a obtenu un master à Faculté des Lettres et des Sciences Humaines de Fès, unité de jurisprudence des fonds de l'école de pensée Maliki. Il prépare la soutenance de sa thèse de doctorat au même collège et a obtenu une licence en droit international public à la Faculté de droit de Fès. Il parle arabe , français et anglais.

## Ses responsabilités actuelles et antérieures
Sur le plan scientifique intellectuel :
- Responsable du Centre Waii d'études, de médiation et de réflexion
- Membre du réseau d'experts régionaux de l'Institut allemand Berghof
- Président du Comité de recherche scientifique de l'Organisation internationale pour l'information et la sécurité à Barcelone
- Ancien directeur du Centre Al-Mizan pour la médiation, les études et les médias
- Membre fondateur de l'Association des savants du Maghreb arabe
- Ancien membre du Secrétariat Général du Forum des Penseurs Musulmans
- Ancien vice-président de l'Association Al-Basira pour le plaidoyer et l'éducation

Au niveau politique :
- Ancien Sous-Secrétaire Général du Forum Politique International
- Ancien membre du parti Istiqlal
- Ancien membre du Secrétariat général du Parti Ennahda et la Vertu

## le critique
1. ↑  (ar) « محمد عبد الوهاب رفيقي » [archive du 16 أبريل 2021], Hespress - هسبريس جريدة إلكترونية مغربية,‎ 16 avril 2021 (consulté le 28 mai 2021)